# Jelentés
A jelentés a nyelvtudomány alapfogalma. Mindnyájunknak van róla tapasztalata, sőt rengeteget tudunk is róla, anélkül, hogy széles körben elfogadható definíciót tudnánk róla alkotni. A nyelvészek leggyakrabban [forrás?] a „jel használati szabályának” nevezik a jelentést, magyar nyelven „Jelentéselmélet” címmel Kiefer Ferenc nyelvész írt róla részletes tankönyvet. A jelentés fogalmának értelmezésével és kutatásával a nyelvfilozófia szemiotika (jeltudomány) nevű ága, azon belül elsősorban a szemantika foglalkozik.

## A jelentés fogalma a hétköznapi nyelvhasználatban
A hétköznapi szóhasználatban jelentésnek nevezzük valaminek a nyelvi megnyilatkozások (legtöbbször szavaknak, mondatoknak, szövegeknek), illetve bizonyos észlelt, tapasztalt dolgoknak az értelmét, a számunkra felfogható és megfogalmazható lényegét, következményét. A jelentés az ismeretek jellemzésére használt logikai alapfogalmak (dolgok, tulajdonságok, viszonyok) közül a viszony kategóriába tartozik, röviden: a jelentés viszony (ld. Kiefer könyvét).
A jelentés, mint az A és B jelenségek közti viszony tartalma az, hogy valami, (A) valami mást, (B)-t jelent, úgy, hogy a két dolog (például jel) ennek ellenére valamilyen szempontból nézve mégis nagyjából azonos, vagy egyenértékű, vagy egyenlő egymással.
Annak ellenére, hogy a dolgok, jelek, szavak jelentése, értelmezése, állandó vita tárgya a társadalomban, és a mindennapi közlemények legnagyobb része arról szól, hogy minek mi az értelme, jelentése, néha a jelentősége, vagy hogy ki, mit, hogyan ért, értelmez stb., meglepően jól működik a társadalom, kivéve, amikor a jelentés meg nem értése vagy félreértése katasztrófákat okoz.
A dolgok jelentés alapú, egymásnak történő megfeleltetése általában akkor válik általános érvényűvé, hitelessé, ha a közösség megfelelő hozzáértésű és számú tagjai jóváhagyják ezeket a magyarázat-kapcsolatokat.

## Jelentéstani problémák a szemiotikában
A szemiotika - mint a filozófiai szakágak többsége - távol áll attól, hogy egységes, közhelyszerűsíthető elméletet tudott volna alkotni a jelentés fogalmáról, értelmezéséről. P. Strawson filozófus (az analitikus filozófusok kiemelkedő vitapartnere)  egy nevezetes cikke óta szokás kétféle jelentéstani iskolát megkülönböztetni: egy, a kései Wittgenstein szellemiségét hordozó pragmatikus tábort, akik szerint a jelek jelentése kizárólag az, amit a használatuk során kifejeznek, és a szótárba foglalható szójelentések szokása nagyrészt illúziókon alapul. A másik nagy iskola a Frege nyomdokain haladó analitikus filozófusoké, akik szerint a jeleknek, ide értve a köznyelv szavait is, meghatározott jelentésük van, amelyet a használat, a kommunikáció befolyásolhat és módosíthat, sőt el is torzíthat ugyan, de mégis a statikus jelentés az elsődleges, a kommunikáció pedig csak ennek alkalmazása. A pragmatikus iskola inkább a jelek (szavak) példányainak, míg az analitikus iskola a jelek (szavak) elvontabb típusainak feltételezett jelentésére koncentrál.

## Külső hivatkozások
- Kornai András
- Gépi ékezés (Computer generation of accent marks. Jointly with G. Tóth) In Magyar Tudomány 1997/4 400-410.] PostScript és PDF változat

### Jelentés a filmben
http://www.c3.hu/scripta/metropolis/9702/nanay.htm